# Ministère de la Voirie
Pour les articles homonymes, voir Ministère des Affaires sociales.
Le ministère de la Voirie est un ancien ministère du gouvernement du Québec, en activité du 1er avril 1961 au 1er avril 1973,. Il a remplacé le Département de la Voirie qui existait depuis 1912 et a été remplacé par le ministère des Transports.
Lors de sa dernière année fiscale (finie le 30 mars 1973), le ministère de la Voirie a dépensé 543 millions de dollars.

## Missions
Le ministère de la Voirie était initialement en charge de l'infrastructure routière sous la juridiction du gouvernement du Québec. Par dérogation, l'Office des autoroutes du Québec, administrativement dépendant du ministère de la Voirie, exerçait ces responsabilités pour le réseau d'autoroutes du Québec.

## Historique
Le ministère est créé lors de la proclamation de la loi 12 le 1er avril 1961 qui transforme tous les anciens départements du gouvernement du Québec en ministères sans changement de dénomination. 
Le processus de fusion entre le ministère des Transports (MTQ) et celui de la voirie est engagé en mars 1972 et aboutit le 1er avril 1973 lorsque la nouvelle loi-constitutive du MTQ entre en vigueur.

## Liste des ministres
- Joseph-Édouard Caron (parti libéral), 3 avril 1912
- Joseph-Adolphe Tessier (lib.), 2 mars 1914
- Joseph-Léonide Perron, 27 septembre 1921
- Joseph-Édouard Perrault, 29 avril 1929
- Pierre-Émile Côté (lib.), 13 mars 1936
- François-Joseph Leduc (Union nationale), 26 août 1936
- Maurice Duplessis (UN), 7 juillet 1938
- Anatole Carignan (UN), 30 novembre 1938
- Télesphore-Damien Bouchard (lib.), 8 novembre 1939
- Georges-Étienne Dansereau (lib.), 15 mars 1944
- Antonio Talbot (UN), 30 août 1944
- Bernard Pinard (lib.), 5 juillet 1960
- Fernand-Joseph Lafontaine (UN), 16 juin 1966
- Bernard Pinard (lib.), 12 mai 1970

De 1952 à 1969, le ministère de la Voirie coexiste avec le ministère des Transports et des Communications et de 1969 à 1973, il coexiste avec le ministère des Transports.